# Yassine Lakhal
Yassine Lakhal (arab. ياسين لكحل, ur. 24 lipca 1991) – marokański piłkarz, grający na pozycji lewego napastnika. W sezonie 2021/2022 zawodnik Kawkabu Marrakesz. 

## Kariera klubowa

### Początki i Wydad Casablanca (–2015)
Zaczynał karierę w Moghrebie Tétouan, skąd 1 lipca 2011 roku trafił do Wydadu Casablanca. W tym zespole zadebiutował 21 sierpnia w meczu przeciwko IZK Khemisset, wygranym 2:0. Zagrał 76 minut. Pierwszego gola strzelił 22 października w meczu przeciwko Moghrebowi Tétouan, wygranym 1:0. Do siatki trafił w 62. minucie. Pierwszą asystę zaliczył 26 lutego 2012 roku w meczu przeciwko Olympique Khouribga, wygranym 3:0. Asystował przy golu w 93. minucie. Z Wydadem zdobył mistrzostwo kraju. Łącznie zagrał 47 meczów, strzelił 7 goli i zanotował 3 asysty.

### Powrót do Moghrebu (2015–2017)
9 lipca 2015 roku wrócił do Moghrebu Tétouan. W tym zespole ponownie zadebiutował 3 października w meczu przeciwko Ittihadowi Tanger, zremisowanym 2:2, grając 86 minut. Pierwsze asysty zaliczył 3 kwietnia 2016 roku w meczu przeciwko Rai Casablanca, przegranym 2:5. Asystował przy golach w 60. i 69. minucie. Pierwsze gole strzelił 23 kwietnia w meczu przeciwko KACowi Kénitra, wygranym 3:4. Najpierw asystował przy golu w 4. minucie, a potem sam je strzelał w 45. i 66. minucie. Łącznie zagrał 35 meczów, strzelił 8 goli i miał 6 asyst.

### FAR Rabat (2017)
21 lipca 2017 roku trafił do FARu Rabat. W tym zespole zadebiutował 16 września w meczu Rai Casablanca, przegranym 2:0. Zagrał 26 minut. Łącznie zagrał cztery spotkania.

### Chabab Rif Al Hoceima (2018–2019)
Od 21 listopada 2017 roku do 14 września 2018 roku poszukiwał klubu. Wtedy został zawodnikiem Chababu Rif Al Hoceima. W tym klubie zadebiutował 23 września w meczu przeciwko Olympique Khouribga, przegranym 2:1, grając 84 minuty. Łącznie zagrał 7 meczów.

### Dalsza kariera (2019–)
1 września 2019 roku dołączył do Al-Ain FC.
31 stycznia 2020 roku trafił do Al-Arabi Club.
22 stycznia 2021 roku został zawodnikiem Kawkabu Marrakesz.

## Życie prywatne
Ma brata Ayouba, również piłkarza.